# منصور رشيدي
منصور رشيدي ، من مواليد 12 نوفمبر 1947م، وهو لاعب كرة قدم سابق إيراني، ومركزه حارس المرمى، لعب مع المنتخب الإيراني لكرة القدم في نهائيات كأس آسيا 1976 التي استضافتها إيران، بالإضافة إلى مشاركته في دورة الألعاب الصيفية الأولمبية سنة 1972م في ميونخ الألمانية، كما لعب مع نادي تاج ونادي نفط طهران.

## مصدر
1. ↑  Mansour Rashidi | National Football Teams نسخة محفوظة 5 مارس 2016 على موقع واي باك مشين.

## روابط خارجية
- منصور رشيدي على موقع الاتحاد الدولي (مؤرشف)  (الإنجليزية)
- منصور رشيدي على موقع ناشيونال فوتبول تيمز (الإنجليزية)
- منصور رشيدي على موقع أوليمبيديا (الإنجليزية)

## وصلة خارجية
- Sports-Reference profile